# (29592) 1998 FP123
A (29592) 1998 FP123 a Naprendszer kisbolygóövében található aszteroida. A LINEAR projekt keretében fedezték fel 1998. március 20-án.